# Premnitz
Premnitz – miasto w Niemczech w kraju związkowym Brandenburgia, w powiecie Havelland.

## Geografia
Premnitz leży nad rzeką Hawelą, ok. 65 km na zachód od Berlina.

## Gospodarka
W mieście rozwinął się przemysł chemiczny.

## Współpraca
Miejscowości partnerskie:
- Le Petit-Quevilly, Francja
- Niederkassel, Nadrenia Północna-Westfalia
- Willich, Nadrenia Północna-Westfalia